# Owczarek staroangielski
Owczarek staroangielski, bobtail – jedna z ras psów należących do psów pasterskich i zaganiających, zaklasyfikowana do sekcji psów pasterskich (owczarskich). Nazwa "bobtail" pochodzi z języka angielskiego i oznacza "krótki ogon".
Według klasyfikacji FCI nie podlega próbom pracy. Typ wilkowaty.

## Krótki rys historyczny
Nie ma zgodności co do tego, jak stara jest to rasa. Najczęściej przyjmuje się, że została ukształtowana w średniowieczu. Zwolennicy tego poglądu skłonni są nawet twierdzić, że psy odpowiadające z grubsza wzorcowi rasy żyły na Wyspach Brytyjskich już w czasach, gdy te podbijali Normanowie. Pierwszy w miarę dokładny opis psa, którego można zidentyfikować jako owczarka staroangielskiego, pochodzi jednak dopiero z książki autorstwa Konrada Heresbacha, wydanej w roku 1586. Pierwsza oficjalna prezentacja przedstawicieli rasy na wystawie miała miejsce w roku 1873. W roku 1890 zatwierdzono pierwszy wzorzec rasy. Owczarków staroangielskich używano pierwotnie do pilnowania stad, które miały także chronić przed drapieżnikami.

## Użytkowość
Pies reprezentacyjny, ale w niektórych krajach (Australia, Nowa Zelandia) w dalszym ciągu jest to pies pracujący.

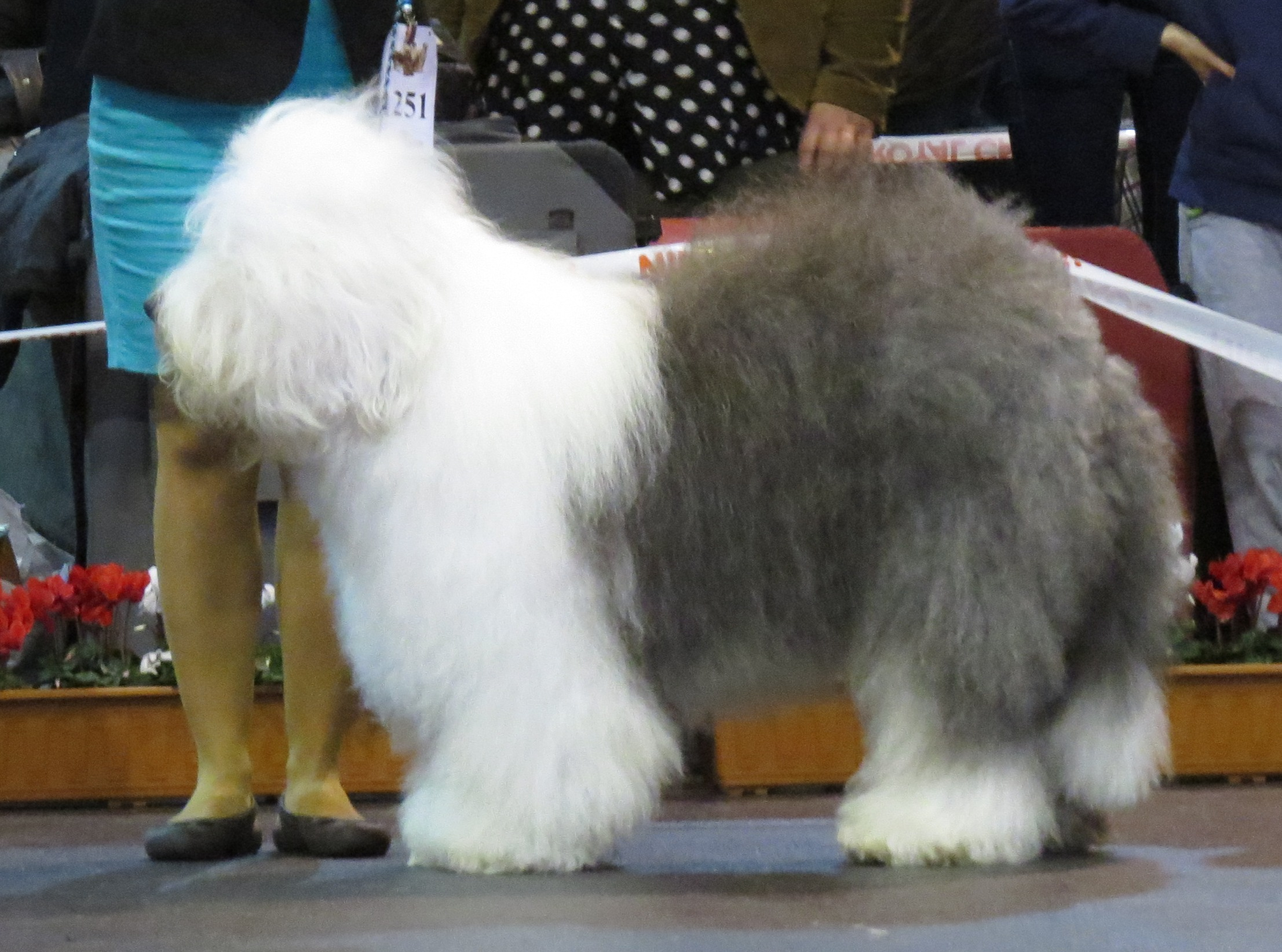
Bobtail

## Temperament
Kilkadziesiąt lat temu przedstawicieli tej rasy określano jako psy zawzięte i niebudzące zaufania. Dziś to pies zrównoważony, przyjazny, wierny, inteligentny, spokojny. Ma bardzo dobry, pogodny charakter. Odznacza się spokojnym i łagodnym usposobieniem. Jest czujny, lecz niepłochliwy i nieszczekliwy. Cierpliwy w stosunku do dzieci. Dość łatwo przystosowuje się do życia w mieszkaniu. Do szczęścia potrzebuje towarzystwa człowieka.

## Budowa
Mocna i zwarta, charakterystyczne gęste owłosienie „napuszone” oraz przebudowany zad; głowa duża, oczy ciemne, uszy małe, obwisłe, przylegające do głowy; tułów zwarty i krótki; głęboka klatka piersiowa; kończyny proste, niezbyt długie. Ogony, kiedyś cięto, obecnie ogony się zachowuje. Ogon powinien być noszony nisko, ale bez podwijania. 

## Umaszczenie
Różne odcienie szarości lub niebieskiego aż po grizzly, dopuszczalne niewielkie białe znaczenia na tułowiu. Głowa,kryza, kończyny przednie i tylne, koniec ogona (tzw. irlandzkie znaczenia) białe. Często ciemne plamy na głowie. Szczenięta są biało-czarne, jaśnieją z wiekiem.

## Utrzymanie
Potrzebuje czasochłonnej pielęgnacji długiego włosa; szata wymaga wyczesywania i kąpieli. Podszerstek należy delikatnie wyczesywać, nie niszcząc przy tym długiego włosa. Można strzyc, aby łatwiej utrzymywać pielęgnację psa. Sierść odrasta po strzyżeniu koło roku do długości wystawowej. 

## Zdrowie i pielęgnacja
Owczarek staroangielski nie należy do ras chorowitych. Najczęściej występujące schorzenia to zapalenie uszu, choroby oczu, a u starszych osobników zwyrodnienia stawów i choroby układu krążenia. W przypadku niezapewnienia bobtailowi odpowiedniej ilości ruchu pies łatwo może być narażony na otyłość. Długość życia: 10 do 12 lat.